# Daraboshegy
Daraboshegy község Vas vármegyében, a Körmendi járásban.

## Fekvése
A Vasi-Hegyháton elhelyezkedik el, Körmendtől néhány kilométerre délre. Egyetlen közúti megközelítési útvonala a 74 167-es számú mellékút, amely Nádasd déli szélén ágazik ki a 7447-es útból és Halogynál a 7446-os útba torkollva ér véget.

## Története
A Szent István korában alapított Nádasdi Plébánia tíz falujának egyike. Neve középkori birtokosaitól, a nádasdi Darabos családtól származik.
1870-ben lett önálló község, ekkor kapott bírói pecsétnyomót, amely ma is megtalálható a körmendi múzeumban.
Vas vármegye monográfiája szerint „Daraboshegy, kis magyar falu, 25 házzal és 154 r. kath. és ág. ev. lakossal. Postája és távírója Körmend. Birtokos a Batthyány herczegi család.”
Címere 1992-ben készült, a pecsétnyomóban is szereplő bástya látható rajta ezüst színnel kék doborpajzson.

## Közélete

### Polgármesterei
- 1990–1994: Varga Jenő (független)[4]
- 1994–1998: Varga Jenő (független)[5]
- 1998–2002: Varga Jenő (független)[6]
- 2002–2006: Pass Imre (független)[7]
- 2006–2010: Pass Imre (független)[8]
- 2010–2014: Pass Imre (független)[9]
- 2015–2019: Németh Gábor (független)[10]
- 2019–2024: Horváth Zsoltné (független)[11]
- 2024– : Horváth Zsoltné (független)[1]

A településen a 2014. október 12-én lebonyolított önkormányzati választáson nem lehetett polgármester-választást tartani, mert a tisztségre egyetlen lakos sem jelöltette magát. Az emiatt szükségessé vált időközi polgármester-választást 2015. február 1-jén tartották meg, két jelölt részvételével.

## Népesség
| 1980 | 1990 | 2001 | 2011 |
| ---- | ---- | ---- | ---- |
| 182  | 138  | 111  | 97   |

| Lakosok száma | 93   | 91   | 91   | 92   | 99   | 97   | 86   |
|               | 2013 | 2014 | 2015 | 2021 | 2022 | 2023 | 2024 |

A 2011-es népszámlálás során a lakosok 97%-a magyarnak, 2% németnek, 1% cigánynak, 1% szlovénnek mondta magát (3% nem nyilatkozott; a kettős identitások miatt a végösszeg nagyobb lehet 100%-nál). A vallási megoszlás a következő volt: római katolikus 77%, református 2%, evangélikus 1%, felekezet nélküli 7% (13% nem nyilatkozott).
2022-ben a lakosság 94,9%-a vallotta magát magyarnak, 4% németnek, 2% szlovénnek, 1% románnak, 1% lengyelnek (2% nem nyilatkozott; a kettős identitások miatt a végösszeg nagyobb lehet 100%-nál). Vallásuk szerint 47,5% volt római katolikus, 2% evangélikus, 1% református, 6,1% felekezeten kívüli (43,4% nem válaszolt).

## Nevezetességei
Védett emléke a Fő utcán álló, 1866-ban készült fa harangláb. Katolikus templommal rendelkezik.